# Калин Владислав Тарасович
Владислав Тарасович Калин (нар. 14 квітня 2006, Івано-Франківськ, Україна) — український футболіст, лівий вінґер київського «Динамо», який виступає в оренді за одеський «Чорноморець».

## Клубна кар'єра

### Ранні роки
Народився в Івано-Франківську. Вихованець місцевої «Ніки», за яку виступав в регіональних юнацьких турнірах. У 2019 році перебрався до академії столичного «Динамо». Наприкінці квітня 2022 року перебрався до лісабонського «Спортінга», де виступав за команду U-17, але вже на початку серпня 2022 року повернувся до «Динамо». Проте вже наприкінці серпня цього ж року відправився в оренду до «Зорі». Однак у футболці луганського клубу виступав виключно в юнацькуому чемпіонаті України. По завершенні сезону 2022/23 років повернувся до «Динамо». Наступного сезону виступав за команду U-19 киян, з якою виграв юнацький чемпіонат України. 

### Оренда в «Чорноморець»
Наприкінці липня 2024 року відправився на перегляд у «Чорноморець», за результатами якого на початку серпня 2024 року перейшов до складу «моряків». У футболці одеського клубу дебютував 3 серпня 2024 року в програному (0:1) виїзному поєдинку 1-го туру Прем'єр-ліги України проти криворізького «Кривбасу». Владислав вийшов на поле на 68-й хвилині замість Деніса Янакова.

## Кар'єра в збірній
19 вересня 2022 року отримав виклик на тренувальний збір до юнацької збірної України (U-17). У футболці команди U-17 дебютував 24 жовтня 2022 року в переможному (5:2) виїзному поєдинку групи 2 кваліфікації юнацького чемпіонату Європи проти Азербайджану. Калин вийшов на поле в стартовому складі та відіграв усі 90 хвилин. Першим голом за збірну відзначився 27 жовтня 2022 року на 30-й хвилині переможного (7:0) поєдинку групи 2 кваліфікації юнацького чемпіонату Європи проти Ліхтенштейну. Владислав вийшов на поле в стартовому складі, а на 76-й хвилині його замінив Максим Коваль. Загалом у кваліфікації юнацького чемпіонату Європи (U-17) відзначився 2-ма голами у 6-ти матчах.
Згодом викликався до юнацької збірної України (U-18), у футболці якої дебютував 6 вересня 2023 року в програному (2:3) поєдинку проти юнацької збірної США (U-17). Калин вийшов на поле в стартовому складі та відіграв увесь матч, а на 36-й хвилині відзначився першим голом за команду U-18. Загалом провів 3 поєдинки та відзначився 3-ма голами за юнацьку збірну України (U-18).